# Tethya taboga
Tethya taboga är en svampdjursart som först beskrevs av de Laubenfels 1936.  Tethya taboga ingår i släktet Tethya och familjen Tethyidae. Inga underarter finns listade i Catalogue of Life.